# Zoël Saindon
Pour les articles homonymes, voir Saindon.
Zoël Saindon (Edmundston, Nouveau-Brunswick, 18 octobre 1919 - Lachute, 29 octobre 1998) est un médecin et un homme politique québécois.

## Biographie
Saindon a été député libéral d'Argenteuil à l'Assemblée nationale du Québec de 1966 à 1978. Maire de Lachute de 1964 à 1975, M. Saindon a donné sa démission en tant que député le 15 décembre 1978, afin de laisser la place à Claude Ryan, chef nouvellement élu du Parti libéral du Québec.
Le fonds d'archives de Zoël Saindon est conservé au centre d'archives de Montréal de Bibliothèque et Archives nationales du Québec.